# ボゴタ
ボゴタ（スペイン語: Bogotá [boɣoˈta] ( 音声ファイル)）は、コロンビアの首都。アンデス山脈の盆地、標高2640メートルに位置しており、ラパスとキトに次いで世界で3番目に標高の高い首都である。人口は約770万人で、2020年現在の都市圏人口は1,000万人を超えるメガシティであり、世界最高地の大都市である。ボゴタには図書館や大学が多いことから、文化の中心という意味で「南米のアテネ」というニックネームがついている。
1991年に名称がサンタ・フェ・デ・ボゴタ（Santa Fe de Bogotá）に変わったが、2000年に再び現在の名称になった。
2014年、アメリカのシンクタンクが公表したビジネス・人材・文化・政治などを対象とした総合的な世界都市ランキングにおいて、世界第52位の都市と評価された。南米大陸ではブエノスアイレス、サンパウロに次ぐ第3位である。

## 地理
ボゴタ・サバナと呼ばれる亜熱帯高地に位置する。東をアンデス山脈の東コルディレラ山地に阻まれ、西にボゴタ川が流れる山間部を南北に都市が発達した。
市域・市街地ともに南北に細長く伸びている。おおまかに中央部から北部にかけては高級住宅街、南部は貧困地区が広がっている。西部は工場が多く立地し、市の西端にはエルドラド国際空港がある。ボゴタ市は他のスペイン植民都市と同じく碁盤の目にきちんと区切られた街路を持っており、東西に走る道をカジェ（Calle）、南北に走る道をカレラ（Carrera）と呼ぶ。
1538年に創建された当時のボゴタ市は、現在のラ・カンデラリア区に相当する。ラ・カンデラリア区にあるボリバル広場はボゴタ旧市街の中心であり、現在でも南を国会議事堂、北をコロンビア最高裁判所、東をボゴタ大聖堂、西をボゴタ市庁舎に囲まれたボゴタの行政の中心となっている。ボリバル広場の周辺には、ほかにも大統領官邸や独立博物館、ボテロ博物館、コロン劇場などの名所が点在する。
ラ・カンデラリア区を取り巻くように存在するサンタフェ区も古い中心地であり、ボゴタの旧名であるサンタフェはこの地を指している。この地区には先植民地期の黄金製の美術品を集めた黄金博物館がある。近くにはコロンビア特産であるエメラルドの逸品を集めた国際エメラルド博物館が2008年に開館した。
市街の東にあるモンセラーテの丘は、市街を一望できる景勝地として名高く、ロープウェイとケーブルカーがそれぞれ運航している。
市内に点在する湖沼・湿地群（カペジャニア湿地、ラ・コネヘラ湿地、コルドバ湿地、エル・ブロ湿地、ハボケ湿地、フアン・アマリージョ湿地、ラ・バカ湿地、サンタ・マリア・デル・ラゴ湿地、ティバニカ湿地、グアイマラル・イ・トルカ湿地、エル・トンホ湿地）にはナンベイクイナ、オオヌマミソサザイなどのアンデス山脈の固有種が生息しており、2018年にラムサール条約登録地となった。

## 行政区
ボゴタ市は20の区に分かれている。ボゴタは国内避難民が多く住む都市だが、こうした国内避難民はシウダー・ボリバル、ケネディ、ウスメ、およびボサ区に主に居住している。
- 図内の各区は、1 - ウサケン、 2 - チャピネロ、 3 - サンタフェ、4- サン・クリストバル、 5 - ウスメ、6 - トゥンフエリト、 7 -ボサ、 8 - ケネディ、9 - フォンティボン、10 - エンガティバ、11 - スバ、12 - バリオス・ウニドス、13 - テウサキジョ、14 - ロス・マルティレス、15 - アントニオ・ナリーニョ、 16 - プエンテ・アランダ、17 - ラ・カンデラリア、18 - ラファエル・ウリベ、19 - シウダー・ボリバル、20 - スマパス区となっている。なお、20のスマパス区は北端のみ表示されており、実際にはこの図全体を含めたよりもはるかに長く南へと延びている。

左が北

## 隣接する県
- クンディナマルカ県
- メタ県
- ウイラ県

## 気候
ボゴタは西岸海洋性気候 (Cfb) に属する。標高が高いため気候は高山気候性を示し、赤道に近いにもかかわらず年間通じて穏やかな気候である。年平均気温は14.5℃である。気温は年間通じてほとんど差がないものの、内陸部にあるため一日の気温の差が非常に大きい。降水量はそこまで多いほうではないが、降水日数が多い。日中の最高気温は年間を通じ19度C前後、最低気温は6〜8度Cである。年間を通じ、雨季と乾季が交互に交代する。最も乾燥する月は12月、1月と7月、8月である。降雨は4・5月と9〜11月にやや多く80〜110mm、他の期間は40〜60mmである。早朝には霧がかかることが非常に多く、年間220日は霧がかかっており、一日中ずっと日の出ている日は非常に珍しい。
市域内で記録された最高気温は30.0度であり、最低気温は-7.1度である。
| 月                                                                         | 1月       | 2月       | 3月       | 4月        | 5月        | 6月       | 7月       | 8月       | 9月       | 10月       | 11月    | 12月      | 年            |
| -------------------------------------------------------------------------- | --------- | --------- | --------- | ---------- | ---------- | --------- | --------- | --------- | --------- | ---------- | ------- | --------- | ------------- |
| 最高気温記録 °C （°F）                                                     | 26 (79)   | 25 (77)   | 27 (81)   | 24 (75)    | 25 (77)    | 29 (84)   | 25 (77)   | 23 (73)   | 26 (79)   | 25 (77)    | 26 (79) | 24 (75)   | 29 (84)       |
| 平均最高気温 °C （°F）                                                     | 20 (68)   | 20 (68)   | 19 (66)   | 20 (68)    | 19 (66)    | 19 (66)   | 19 (66)   | 19 (66)   | 19 (66)   | 19 (66)    | 20 (68) | 20 (68)   | 20 (68)       |
| 日平均気温 °C （°F）                                                       | 14 (57)   | 14 (57)   | 15 (59)   | 15 (59)    | 15 (59)    | 14 (57)   | 15 (59)   | 14 (57)   | 14 (57)   | 14 (57)    | 14 (57) | 15 (59)   | 15 (59)       |
| 平均最低気温 °C （°F）                                                     | 8 (46)    | 8 (46)    | 9 (48)    | 10 (50)    | 10 (50)    | 9 (48)    | 9 (48)    | 9 (48)    | 9 (48)    | 9 (48)     | 9 (48)  | 8 (46)    | 9 (48)        |
| 最低気温記録 °C （°F）                                                     | −1 (30)   | −5 (23)   | -0 (32)   | 0 (32)     | 0 (32)     | 1 (34)    | 0 (32)    | 0 (32)    | 0 (32)    | 2 (36)     | 0 (32)  | −1 (30)   | −5 (23)       |
| 降水量 mm （inch）                                                         | 50 (1.97) | 68 (2.68) | 91 (3.58) | 135 (5.31) | 120 (4.72) | 54 (2.13) | 35 (1.38) | 45 (1.77) | 70 (2.76) | 137 (5.39) | 127 (5) | 81 (3.19) | 1,012 (39.84) |
| 平均降雨日数 （≥1 mm）                                                     | 9         | 12        | 14        | 18         | 19         | 17        | 15        | 14        | 16        | 21         | 16      | 11        | 181           |
| % 湿度                                                                     | 75        | 76        | 75        | 77         | 77         | 75        | 74        | 74        | 75        | 76         | 77      | 76        | 76            |
| 平均月間日照時間                                                           | 156       | 128       | 107       | 88         | 83         | 94        | 114       | 117       | 109       | 96         | 103     | 138       | 1,328         |
| 出典：Instituto de Hidrología, Meteorología y Estudios Ambientales (IDEAM) |           |           |           |            |            |           |           |           |           |            |         |           |               |

## 歴史

### 植民地期まで

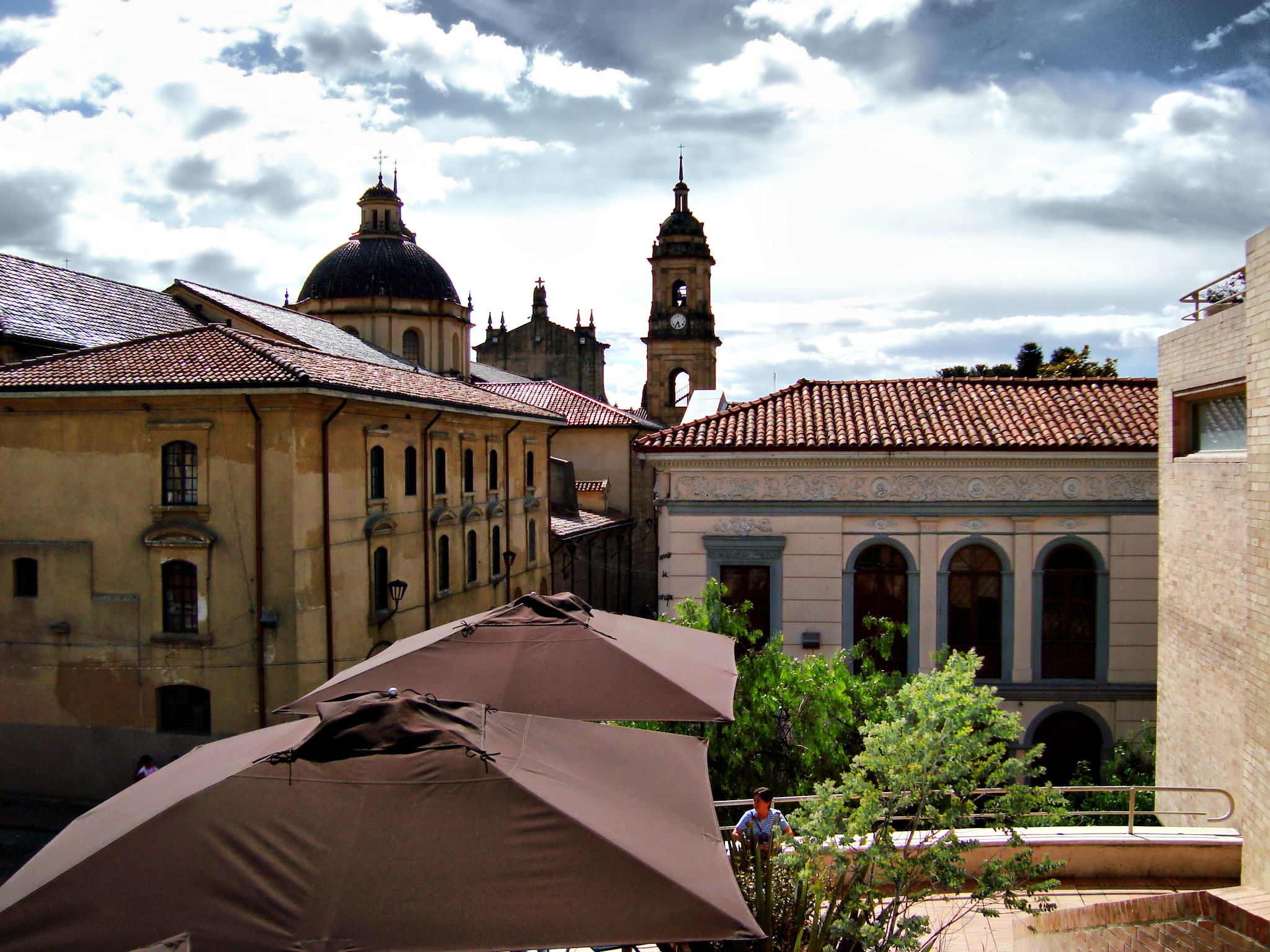
ボゴタ旧市街

スペイン人が到来するまで、この地域に居住していたのはチブチャ族系のムイスカ族であり、ジャガイモやトウモロコシなどの農業を基盤とした大規模な首長制社会を形成していた。彼らはボゴタ北方のシパキラなどで塩を採掘し、この地方では産出しない金などと交換していた。この金を用いてムイスカ族は金細工を制作したほか、ボゴタ市の57km北にあるグアタビータ湖では、その土地の首長が全身に金粉を塗り水中に奉納品を沈めたのち泳いで戻ってくる儀礼がおこなわれており、このうわさがスペイン人に広がる過程で変形して、エル・ドラード（黄金郷）伝説の一つの源流となった。
1538年、ゴンサロ・ヒメネス・デ・ケサーダ率いる探検隊が大西洋岸のサンタ・マルタから南下してこの地にたどりつき、ムイスカ族を征服してこの地に植民都市サンタ・フェ・デ・ボゴタを建設した。ボゴタの名はムイスカ族の当時の首長だったバカタに由来する。1549年にはアウディエンシアが置かれ地方の政治の中心となったものの、ボゴタが行政都市として重要性を持つようになるのは1717年にヌエバ・グラナダ副王領が創設され、ボゴタにその首府が置かれてからである。この副王領は一時廃止されたものの1739年に再設置され、以後独立までの間、北アンデス地域を統括する行政中心としてボゴタは栄えた。

### 独立戦争
1808年にナポレオン・ボナパルト率いるフランス軍がスペイン本国に進攻すると（スペイン独立戦争）、南アメリカのスペイン領では独立運動が相次ぐようになり、ボゴタにおいても1810年7月20日には副王が追放され、クリオーリョによってクンディナマルカ共和国が誕生した。この日がコロンビア共和国では独立記念日に指定されているが、このクンディナマルカ共和国は中央集権体制を目指したため、この後トゥンハに首都を置き地方分権体制を掲げるヌエバ・グラナダ諸州連合と内戦を繰り広げた。この内戦はシモン・ボリバル率いるヌエバ・グラナダ軍が勝利し、1814年にはボリバルはボゴタに入城し、現コロンビアの領域はヌエバ・グラナダ諸州連合によって統一された。この際諸州連合は首都をボゴタへと移し国内統一を図ったが、ボゴタ内には不満分子が多く、さらに1814年にナポレオンがスペインから撤退したため安定したスペイン本国から増援が送られたため、1816年にはボゴタは陥落し、スペインによって再征服された。しかしボリバルはベネズエラ東部のアンゴストゥーラ（現シウダー・ボリバル）からリャノとアンデス山脈を越えてボゴタをめざし、1819年8月7日に市北部のボヤカにおいてシモン・ボリバル率いる革命軍がスペイン軍を破り、サンタフェ（ボゴタ）へ入城。これによってボゴタは解放され、南米北部はグラン・コロンビア共和国として独立を果たした。市名をボゴタへと改称したこの街は中央集権的な政権を望むボリバルによってグラン・コロンビアの首都が置かれるが、同国はベネズエラ、クンディナマルカ（コロンビア）、エクアドルの3州が対立して1830年に崩壊。ボゴタはコロンビアのみの都となった。

### 近現代
その後は行政都市として発展していったが、コロンビアは地形的な要因で地方の力が強く、また保守派と自由派の対立も頻繁でしばしば内戦が起こり、ボゴタの中央政権の力は弱く、そのため発展はゆっくりとしたものとなった。それでも1793年に2万人だったボゴタの人口は、1870年代からの主に東部高地からの住民の流入によって、1912年には11万7千人にまで増加していた。1884年12月25日にはボリバル広場とチャピネロの間にラバによる軌道が敷設され、数年後には市内電車となった。1892年には市内電車はボリバル広場からラ・サバナ駅にまで伸び、1894年にはボゴタとチャピネロ間は20分間隔でトラムが運航していた。このトラムは1948年まで運行し、その後バスに置き換えられた。1920年代に入ると工業が興り、次第に大都市として発展していった。
しかし保守自由両派の対立は収まらず、1948年には米州機構創設のための第9回米州国際会議が開催されている最中のボゴタ市中心部において、ボゴタ市長もつとめた自由党党首ホルヘ・エリエセル・ガイタンが暗殺されたのをきっかけに「ボゴタソ」と呼ばれるボゴタ大暴動が勃発。1500人から3000人が死亡し、さらにこの混乱は地方にも波及し、「ラ・ビオレンシア」と呼ばれる内戦状態へと突入した。この混乱は1953年に軍事クーデターによってグスタボ・ロハス・ピニージャ将軍が政権を握ることで終息した。1958年には保守党と自由党が交互に政権を握る国民協定が成立したが、これは選挙を無意味なものとし、政治からはじき出された左派勢力は反政府勢力としてゲリラ戦を展開。テロや誘拐が多発するようになり、ボゴタの治安は急激に悪化した。1985年には当時反政府ゲリラであったM-19がボゴタ中心部の最高裁判所を襲撃し、最高裁長官を含む100人以上の死者を出した。さらにこの混乱によって1980年代より麻薬カルテルが急速に力をつけ、ボゴタでもテロを起こし政府と戦闘を行った。同時期には民兵組織も地方各地に出現し、こうした混乱を避けてボゴタなどの大都市圏へと流入する国内難民が急増し、さらにボゴタの経済成長による国内外からの移住民も増え、ボゴタの人口は急速に増大した。1991年にはサンタ・フェ・デ・ボゴタに改称されたものの、2000年には再びボゴタへと改称されている。
1990年代初期のボゴタは治安の悪化をはじめとする多数の問題を抱えていたが、1994年に哲学・数学教授だったアンタナス・モックスが市長に就任すると流れが変化した。モックスはまず市内の交差点に道化師を配置し、交通ルールを守らない歩行者やドライバーをおちょくらせることで交通マナーを劇的に向上させた。ついでモックスは治安対策を強化し、銃の買取プログラム導入や腐敗していた鉄道警察の閉鎖など様々な施策を実施した。モックスが1997年に市長を辞任すると、後任にはパウル・ブロムベルグを経てエンリケ・ペニャロサが就いた。ペニャロサは公共交通の強化や郊外スラムの改善など、大規模なインフラ改善を行った。ペニャロサ時代の施策で最も知られているものは、専用バスレーンを用いた「トランスミレニオ」と呼ばれるバス輸送システムである。これは市内の渋滞改善などで大きな成功をおさめ、ラテンアメリカの各都市にも同様のシステムが導入されるようになった。また交通政策の一環として、自転車道の整備や自転車利用の振興、自家用車の利用制限なども行われた。2000年にペニャロサが退任し、2001年にはモックスが再び市長に当選した。モックスが辞任した2004年にはボゴタの治安は大幅に改善しており、また自転車やバス政策では他都市に大きな影響を及ぼすようになっていた。
2020年、コロンビアの新型コロナウイルスの拡大はボゴタを中心にも拡大。同年12月20日には、国内の累計感染者数が150万人を超えたが、うち約30％はボゴタ市から発生したものであった。同日、クラウディア・ロペス市長は、2021年1月15日まで身分証明書の末尾番号による商業施設などへの入店制限を導入すると発表した。

## 人口
ボゴタはコロンビアで最も人口の多い都市であり、6,778,691人（2005年センサス）の人口を持つ。市の人口のうち1.5%がアフリカ系コロンビア人、0.2%が先住のインディオであり、人口の98.27パーセントは特定の少数民族グループには所属していない。

## 犯罪
ボゴタは1990年代に世界で最も暴力的な都市であるとされ、犯罪率の非常に高い都市であったがその撲滅を目指しており、犯罪率は急減を続けている。1993年には4,352人が殺され、人口10万人当り年間81人の殺人事件があったが2007年には殺された人数は1401人で人口10万人当り年間19人の殺人にまで減っており、2012年には10万人当たり16.9人にまで減っている。これは、1983年以降最も低い数値である。1995年にComunidad Seguraと呼ばれる治安政策が導入され、以後継続され続けた結果である。

## 経済

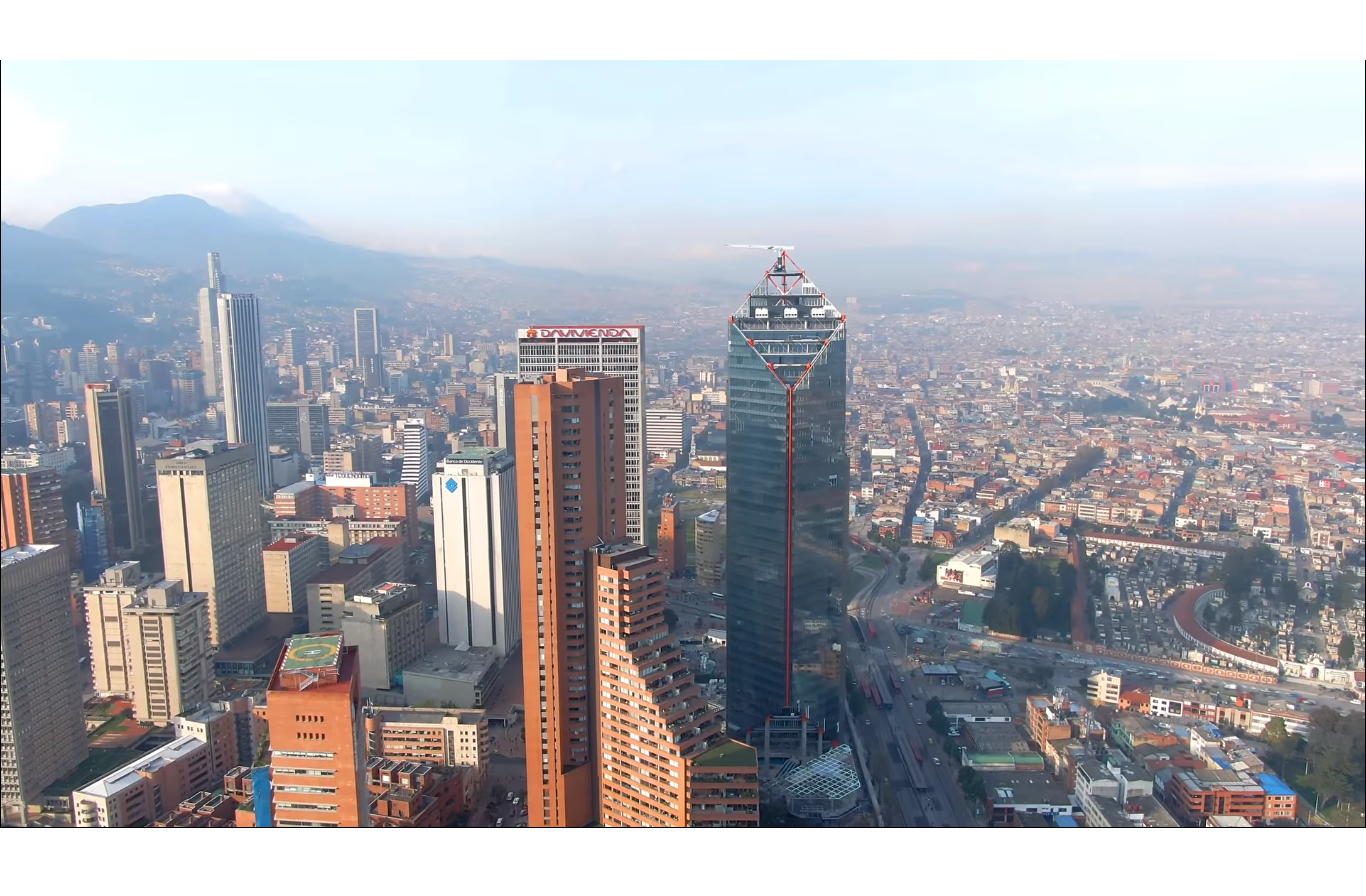
ボゴタの金融街

独立後1920年代前半まで目立った産業はなかったが、1920〜30年代に至って外国資本の流入によりコーヒーの増産、鉱工業、製造業などが発達し、農村部からの移住が増加した。2003年から06年のGDPの伸びは毎年10%を超えた。一方、非雇用率も11%に達している。

## 教育
- コロンビア国立大学
- ロス・アンデス大学
- ハベリアナ大学
- ボゴタ大学フランシスコ・ホセ・デ・カルダス
- ロザリオ大学

## 文化

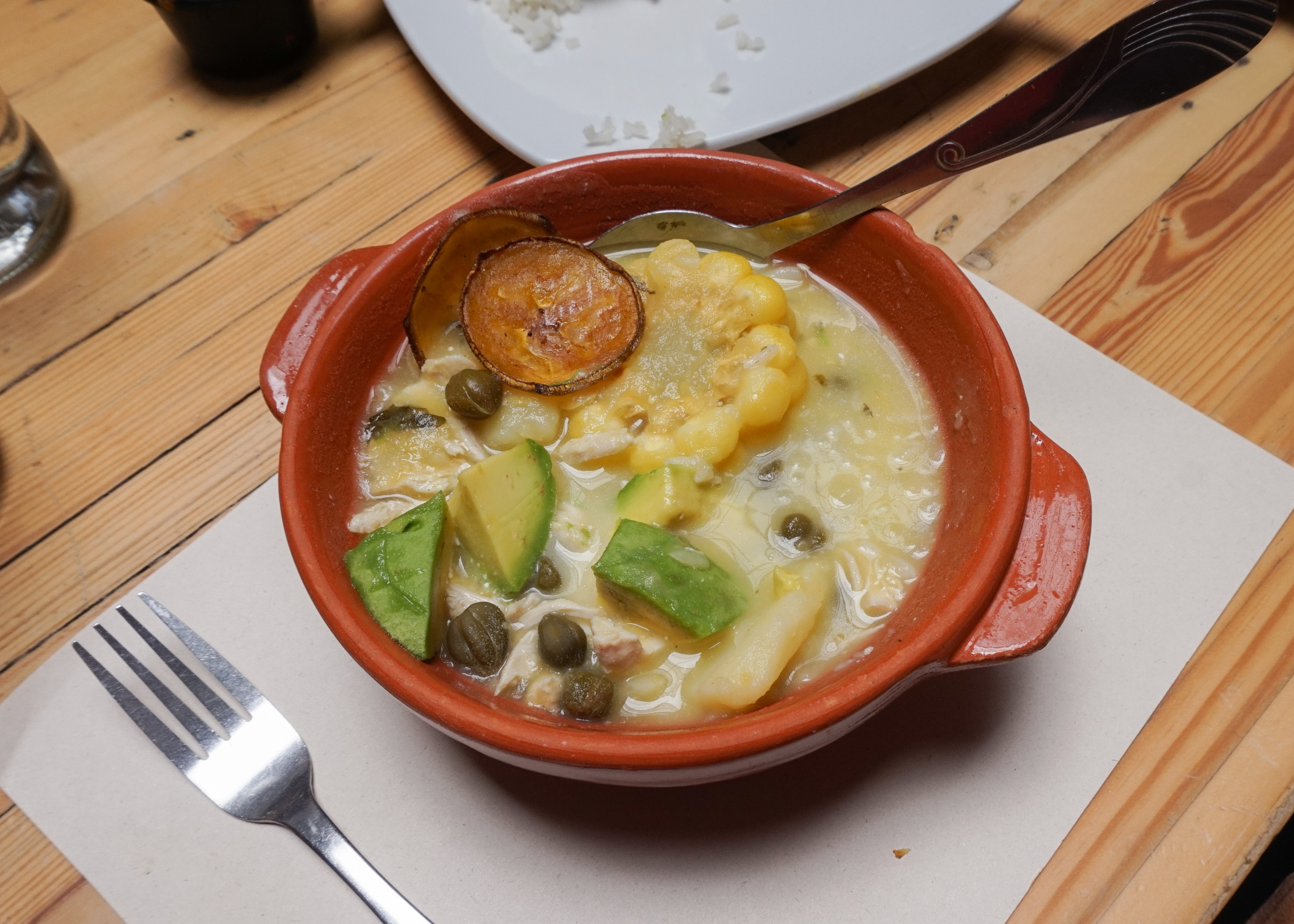
アヒアコ

市内には歴史的建造物から新しいものまで、見所が多い。ホテルも様々なクラスがある。ボゴタには58の美術館、62のアートギャラリー、33の図書館ネットワーク、45の劇場、75の運動公園、150以上の国定史跡を含む多くの文化施設がある。これらのうちのいくつかは、世界中に知られている。コロンビア国立図書館は1777年設立。1834年制定の納本制度により国内の全ての出版物を収蔵する図書館となった。コロンビア国立博物館の設立は1823年にさかのぼり、アメリカ大陸でもっとも古い博物館のひとつである。ボゴタ植物園はコロンビア最大の植物園である。高山植物から熱帯雨林まで国内の多彩な植生を見ることができる。イベロアメリカ演劇祭は世界で最も規模の大きい演劇祭のひとつで、1988年から開催されている。劇場や通りで450以上の公演が行われ、200万人以上の観客が押し寄せる。ボゴタ・フィルハーモニーはコロンビアで最も重要な交響楽団で、100人以上の演奏者が所属し年間140回以上の公演を行っている。

### 郷土料理
鶏肉とトウモロコシ、ジャガイモのスープ「アヒアコ」はボゴタを代表する郷土料理である。

## 交通
ボゴタのメイン空港であるエルドラド国際空港は、エル・ドラド通りの終点に位置し、市の中心街の西に位置する。コロンビアの地形は起伏が激しく道路や鉄道の整備が遅れている地域があるため、国内空路は重要な移動手段である。エルドラド空港はアビアンカ航空がハブ空港としており、多くの国際線が就航している。
ボゴタにおいては近年交通渋滞などによって公共交通の充実が叫ばれるようになり、ボゴタ地下鉄計画が立てられたが、財政難によってこの計画は中止され、代わりに専用道路を走るバスを用いた公共交通であるトランス・ミレニオ (TransMilenio) が予算的に安価に抑えられるために計画され、2000年に開通し市内の各所を結んでいる。トランスミレニオの建設は、1997年から2000年にかけてボゴタ市長だったエンリケ・ペニャロサによって強力に推進された。この計画をめぐってはそれまで市内各所を結んでいた民間バスやタクシー会社から強い反対があったものの、建設後は渋滞の緩和や交通事故の減少などの効果が見られ、利用者も市全体の交通機関利用者の27%にあたる140万人に上っている。トランスミレニオは2両の連結バスによって運行され、約500mごとに停留所がある。
2007年、地下鉄計画（ボゴタ地下鉄）が再び始動した。また、近郊列車計画 (Tren de cercanías) がある。
2019年10月、全長約24kmの高架式鉄道建設・運営事業の入札が行われ、中華人民共和国とスペイン、ブラジルの企業が参加する企業体が40億ドルで落札。2020年に着工し、2025年までの開業を目指す建設スケジュールが発表されている。完成後は、1日100万人以上の利用客を見込む。
ボゴタは自転車を積極的に交通・スポーツ政策の一つに取り入れている町として知られている。長年、中心の7番街では毎週日曜日にシクロ・ビア（自転車天国）と呼ばれる自転車中心に歩行者やローラースケーターたちへの道路の開放が行われてきたが、1990年代後半以降は地域を拡大し、さらに大規模に行われるようになった。道路開放だけでなく、自転車専用道の建設も積極的に進められ、市内の自転車専用道の総延長は344kmにのぼる。
ボゴタはアンデス東山脈の中央部に位置するため、港湾までの交通路は起伏に富んでいる。大西洋岸のバランキージャやカルタヘナまでは東山脈とマグダレナ川の渓谷を通るだけで到達できるが、太平洋岸の主要港湾であるブエナベントゥーラまではいったん東山脈を降りてマグダレナ渓谷についた後、中央山脈を標高3250mのラ・リネアまでのぼり、そこから急斜面をカウカ川の渓谷にあるカリまで下ったのち、再び標高1500mを越える西山脈の峠を越えて太平洋岸まで下らねばならず、このアップダウンの激しさが太平洋岸からボゴタまでの輸送のネックになっている。

## スポーツ
ボゴタで最も人気のあるスポーツはサッカーであり、市内にはミジョナリオスFC、インデペンディエンテ・サンタフェ、ラ・エキダの3つのプロサッカークラブが存在する。ボゴタのサッカーのメインスタジアムはエル・カンピンスタジアムであるが、ここはミジョナリオスFC、インデペンディエンテ・サンタフェの2つのクラブが本拠地としている。この2チームは歴史も古くボゴタを代表するクラブであるとみられており、両者はライバル関係にある。この両チームの直接対決はエル・クラシコ・カピタリーノ（首都ダービー）と呼ばれる。エル・カンピンはまた、コロンビアで行われる多くの国際大会のメインスタジアムともなっており、2001年にはコパ・アメリカ2001の、2011年には2011 FIFA U-20ワールドカップの決勝戦が行われた。また、2016年に行われる2016 FIFAフットサルワールドカップにおいても、ボゴタが会場の一つになることがコロンビアサッカー連盟から発表された。
ボゴタは高地にあるため高山病の危険性が多少存在し、激しいスポーツにおいてはこの高度は大きな影響をもたらすことがある。これを受けて2007年5月27日に国際サッカー連盟（FIFA)は標高2500メートル以上の高地に建つスタジアムで行う国際試合を禁止することを発表し、標高2600mにあるボゴタでの国際試合はこの発表に従えばできなくなる恐れがあったが、南米サッカー連盟の抗議によって6月27日にこの規制は緩和され、ボゴタでの国際試合開催は可能になった。
ボゴタに存在するスポーツクラブは以下のとおりである。
| チーム                           | リーグ / スポーツ                  | スタジアム                 | 創立年 | 優勝                                                                       |
| -------------------------------- | ---------------------------------- | -------------------------- | ------ | -------------------------------------------------------------------------- |
| ミジョナリオスFC                 | カテゴリア・プリメーラA / サッカー | エル・カンピン             | 1946   | 18 (14 カテゴリア・プリメーラA, 1 コパ・メルコノルテ, 3 コパ・コロンビア)  |
| インデペンディエンテ・サンタフェ | カテゴリア・プリメーラA / サッカー | エル・カンピン             | 1941   | 10 (8 カテゴリア・プリメーラA, 2 コパ・コロンビア, 1 Superliga Colombiana) |
| ラ・エキダ                       | カテゴリア・プリメーラA / サッカー | Techo Metropolitan Stadium | 1982   | 1 (1 コパ・コロンビア)                                                     |
| Guerreros                        | Liga DirecTV / バスケットボール    | El Salitre Coliseum        | 2011   | 1 (1 copas)                                                                |
| Bogotá Patriotas S.A             | Liga DirecTV / バスケットボール    | El Salitre Coliseum        | 1995   | 3 (3 copas)                                                                |
| Club Lanús Colombia              | Liga Argos Futsal / フットサル     | El Salitre Coliseum        | 2011   | 0                                                                          |

## 出身人物
- アンドレス・セペダ - (ミュージシャン)
- アンネリ・アルハンコ (バレエダンサー)
- ギジェルモ・ウリベ・オルギン (作曲家)
- アルフォンソ・カノ（英語版） (コロンビア革命軍幹部)
- ロドリゴ・ガルシア (映画監督)
- カルロス・カルボネロ (サッカー選手)
- フランチェスカ・ジェームス (ポルノ女優)
- ファビアン・バルガス (サッカー選手)
- サンティアゴ・ヒラルド (テニス選手)
- カタリーナ・サンディノ・モレノ (女優)
- フレディ・セラーノ (レスリング選手、総合格闘家)
- ファン・パブロ・モントーヤ (レーシングドライバー)
- サマエル・アウン・ベオール (人類学者)
- イングリッド・ベタンクール (政治家)
- カミロ・トーレス・レストレポ (司祭)
- ジョン・レグイザモ (俳優)
- タチアナ・カルデロン（レーシングドライバー）

## 姉妹都市
| - アムステルダム, オランダ(2010) - アンドラ・ラ・ベリャ,アンドラ - アテネ,ギリシア - シカゴ, アメリカ合衆国 - ドバイ (2008), アラブ首長国連邦 - イスタンブール (2012), トルコ - ロンドン, イギリス - マイアミ, アメリカ合衆国 - ソウル (1982), 韓国 |